# Casas de Don Pedro
Casas de Don Pedro je španělské město situované v provincii Badajoz (autonomní společenství Extremadura).

## Poloha
Obec je vzdálena 160 km od města Badajoz. Patří do okresu La Siberia a soudního okresu Herrera del Duque. Obcí prochází silnice BA-137 a národní silnice N-430.

## Historie
V roce 1834 se obec stává součástí soudního okresu Herrera del Duque. V roce 1842 čítala obec 256 usedlostí a 1006 obyvatel.

## Demografie
| Populace obce Casas de Don Pedro z let (1842–2010) | Populace obce Casas de Don Pedro z let (1842–2010) | Populace obce Casas de Don Pedro z let (1842–2010) | Populace obce Casas de Don Pedro z let (1842–2010) | Populace obce Casas de Don Pedro z let (1842–2010) | Populace obce Casas de Don Pedro z let (1842–2010) | Populace obce Casas de Don Pedro z let (1842–2010) | Populace obce Casas de Don Pedro z let (1842–2010) | Populace obce Casas de Don Pedro z let (1842–2010) | Populace obce Casas de Don Pedro z let (1842–2010) | Populace obce Casas de Don Pedro z let (1842–2010) | Populace obce Casas de Don Pedro z let (1842–2010) | Populace obce Casas de Don Pedro z let (1842–2010) | Populace obce Casas de Don Pedro z let (1842–2010) | Populace obce Casas de Don Pedro z let (1842–2010) | Populace obce Casas de Don Pedro z let (1842–2010) | Populace obce Casas de Don Pedro z let (1842–2010) | Populace obce Casas de Don Pedro z let (1842–2010) |
| -------------------------------------------------- | -------------------------------------------------- | -------------------------------------------------- | -------------------------------------------------- | -------------------------------------------------- | -------------------------------------------------- | -------------------------------------------------- | -------------------------------------------------- | -------------------------------------------------- | -------------------------------------------------- | -------------------------------------------------- | -------------------------------------------------- | -------------------------------------------------- | -------------------------------------------------- | -------------------------------------------------- | -------------------------------------------------- | -------------------------------------------------- | -------------------------------------------------- |
| 1842                                               | 1857                                               | 1860                                               | 1877                                               | 1887                                               | 1897                                               | 1900                                               | 1910                                               | 1920                                               | 1930                                               | 1940                                               | 1950                                               | 1960                                               | 1970                                               | 1981                                               | 1991                                               | 2001                                               | 2010                                               |
| 1 006                                              | 1 359                                              | 1 225                                              | 1 453                                              | 1 661                                              | 1 838                                              | 1 819                                              | 2 451                                              | 2 637                                              | 3 017                                              | 3 408                                              | 4 167                                              | 4 005                                              | 2 402                                              | 1 802                                              | 1 927                                              | 1 734                                              | 1 674                                              |